# Vincent Pieri
Pour les articles homonymes, voir Pieri.
Œuvres principales
Station Rome,
La voix intérieure
Vincent Pieri est un écrivain français,.

## Biographie
Professeur de lettres en Île-de-France puis en Bretagne, il effectue une mission humanitaire au Mékong et publie en 2008 Enfants du Mékong aux Presses de la Renaissance.
En 2013, il publie son premier roman, Station Rome, aux éditions du Mercure de France,,. Lauréat du prix Edmée-de-La-Rochefoucauld et du prix de la Ville de Rambouillet en 2013 pour son roman Station Rome, il est primé par le prix littéraire des lycéens et apprentis rhônalpins et est en lice pour le prix Méditerranée des lycéens 2014.
En mars 2016 sort son deuxième roman, La voix intérieure, toujours aux éditions du Mercure de France.
En 2019, il crée avec son épouse Ollivia de La Vallière une école des arts et un salon littéraire à Erbrée en Ille-et-Vilaine,,.
Il est par ailleurs correspondant du journal Ouest-France pour les communes d'Erbrée, de Mondevert et de Bréal.

## Œuvres
- Enfants du Mékong, la force du don (Presses de la Renaissance, 2008)
- Station Rome (éditions du Mercure de France, 2013)
- La voix intérieure (Mercure de France, 2016)